# Amorpheae
Amorpheae es una tribu de plantas  perteneciente a la subfamilia Faboideae dentro de la familia Fabaceae.

## Géneros
Según NCBI:
- Amorpha L.
- Apoplanesia C. Presl
- Dalea L.
- Errazurizia Phil.
- Eysenhardtia Kunth
- Marina Liebm.
- Parryella Torr. & A. Gray
- Psorothamnus Rydb.